# Château de la famille Servijski
Le château de la famille Servijski (en serbe cyrillique : Дворац породице Сервијски у Новом Кнежевцу ; en serbe latin : Dvorac porodice Servijski u Novom Kneževcu) est situé à Novi Kneževac, dans la province de Voïvodine et dans le district du Banat septentrional, en Serbie. Il est inscrit sur la liste des monuments culturels de grande importance de la république de Serbie (identifiant no SK 1108).

## Présentation
Le domaine sur lequel le château est construit a été acheté en 1782 par Marko Servijski, un riche marchand aroumain de Novi Sad, ; il y fait construire un château en 1793. Dans son testament daté de 1855, son fils Đorđe lègue ce bien à sa nièce Catherine qui l'apporte en dote à la famille Schulpe,. À cette époque, le château possède une bibliothèque riche de 3 000 ouvrages, une importante collection de porcelaines de Meissen, d'objets en argent et en bronze, des meubles anciens, des portraits de chasse et de vieilles armes à feu. Plus tard, par le jeu des mariages, le château et ses biens passent entre les mains d'une famille italienne. Tous les biens mobiliers du château ont disparu lors de la Seconde Guerre mondiale ; le bâtiment abrite aujourd'hui le tribunal et les bâtiments administratifs de la municipalité de Novi Kneževac.
Le château Servijski est considéré comme l'un des plus anciens, l'un des grands et l'un des plus luxueux de Voïvodine ; par son style architectural, il est caractéristique du baroque tardif. L'édifice, qui s'inscrit dans un plan rectangulaire allongé, est constitué d'un rez-de-chaussée et d'un étage. La façade principale est dotée d'une avancée centrale avec un toit « à la Mansart », un balcon à l'étage et un attique au-dessus de la corniche du toit qui porte sur un relief les armes des Servijski ; des décors en plâtre mouluré ornent les fenêtres ; toute cette décoration est caractéristique du baroque tardif avec des éléments de l'architecture néo-classique à venir. La façade sur cour a été conçue de manière symétrique, avec un grand portique ouvert au rez-de-chaussée et des fenêtres doubles à l'étage.
Des travaux de conservation ont été réalisés sur l'édifice en 1976.

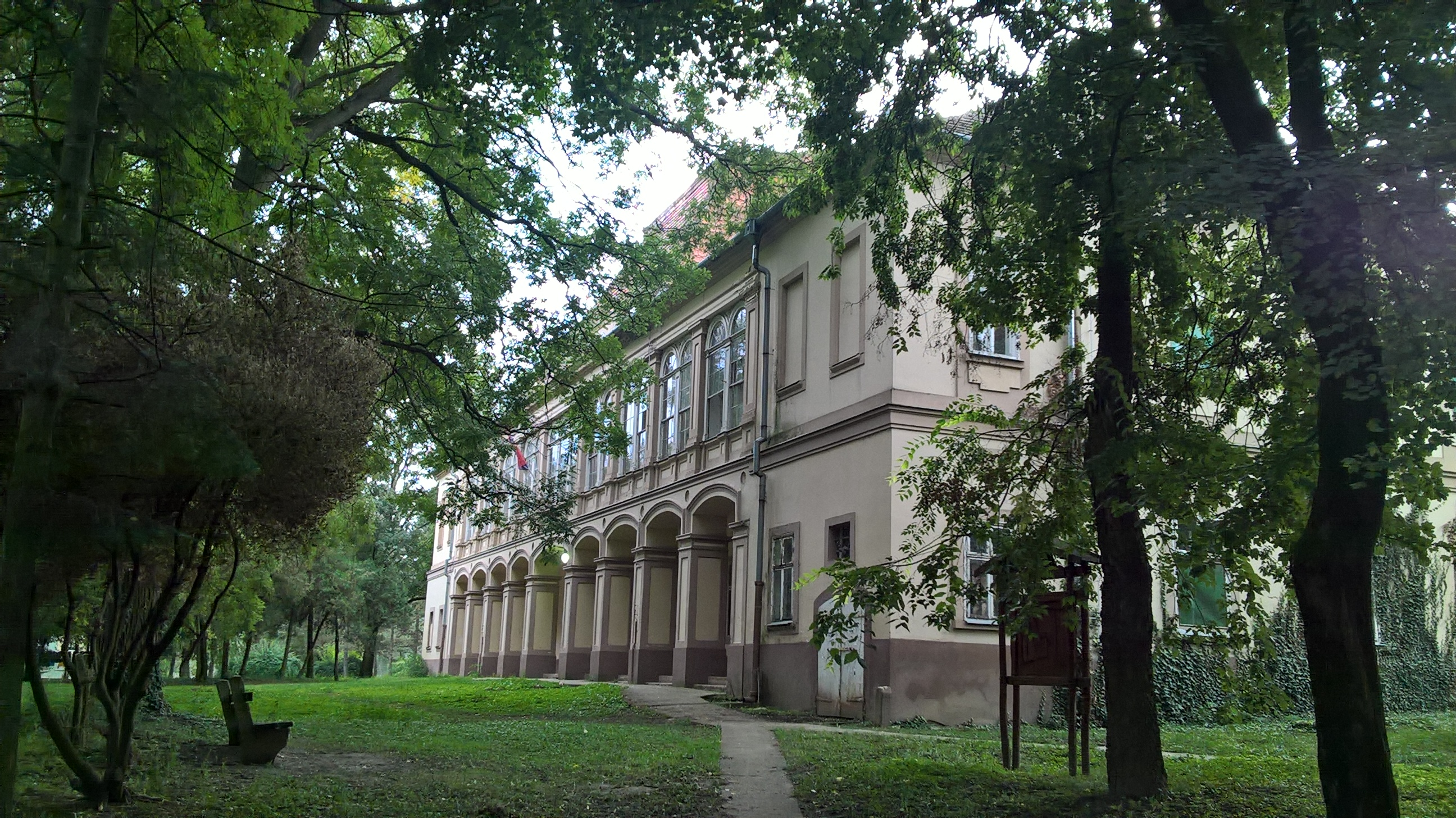
Autre vue du château